# مدكور (عزبة)
عزبة مدكور قرية تابعة لمركز السادات في محافظة المنوفية في جمهورية مصر العربية.